# 15,2 cm kanon m/37
15,2 cm kanon m/37 är en numera föråldrad Boforstillverkad artilleripjäs. Pjäsen ingick i Kustartilleriets krigsorganisation till 1980-talet. Pjäserna var från början organiserade i sju batterier om tre pjäser, 1:a - 6:e batteriet sattes upp av Karlskrona kustartilleriregemente (KA 2) och det 7:e av Gotlands kustartilleriregemente (KA 3). 
Sedermera omorganiserade man till fyra batterier om fyra pjäser och ett med tre pjäser (det sjunde batteriet fick ingen extra). Dragfordon till pjäsen var det terränggående fordonet Volvo TVC. Pjäsen försågs på 1940-talet med luftgummihjul och benämndes därefter m/37B.
Denna ganska kraftfulla pjäs beställdes 1937 i 9 exemplar till KA. Avsikten var att ersätta och komplettera Kustartilleriets pjäs-materiel. Främst då 10,5 cm m/10 och 15 cm m/19, men även 10,5 cm m/27 och 10,5 cm m/34. 1941 levererades de första pjäserna till KA. dessa sattes dock in längs den norska gränsen under vintern 1942. Armén beställde också 14 pjäser, men i samband med att alla Kustartilleriets 10,5 cm pjäser överfördes till Armén 1942, så skrevs denna beställning över på KA. De levererades 1944 till KA.
Med sin stora räckvidd (23 km) och sin höga precision innebar m/37 ett avsevärt lyft för det rörliga kustartilleriet. Men eftersom pjäsen vägde nästan 15 ton fanns det varken lastbilar eller traktorer som orkade dra den. Av den anledningen byggdes den för tvådelad transport, där eldröret färdades på en särskild eldrörsvagn. Som dragbil till lavetter och eldrörsvagnar användes först Skoda 6V men senare Volvo TVC.
Eldröret är mantlat, 43 kalibrar långt, och försett med Jentzens mynningsbroms. Lavetten utgörs av en konventionell V-lavett. Eftersom man på m/37 flyttade eldröret sidledes mellan lavett och eldrörsvagn, så kunde man inte använda den typ av stående balanseringsfjädrar som annars är typiska för Bofors artilleripjäser. Istället har m/37 två liggande fjädrar placerade i ett gemensamt hus som sticker ut bakom mekanismen.
Likt på många andra tunga pjäser saknar lavettbenen spadar, utan förankras i stället vid underlaget med tre kraftiga markspikar. En markplatta (eller pivot-platta) tillkom senare. Denna är en cirkulär skiva som placeras centralt under lavetten och gör att det går lättare och snabbare att svansa om pjäsen för att skjuta i en helt ny riktning.
Pjästypen blev kvar i Kustartilleriets krigsorganisation ända fram till 1988, då den ersattes av Karin.(12 cm rörlig kustartilleripjäs m/80)

## Ammunition
Till M/37 användes delad ammunition. Det vill säga, först ansattes granaten, sedan placerades laddningen, i form av en kardus, i laddningsrummet.
Det fanns två laddningar;
Lng 1 bestod av 4,8 kg Nobel-krut och var 765 mm lång. Den gav projektilerna en mynningshastighet på 500 m/s.
Lng 3 bestod av 12,9 kg Nobel-krut och var hela 1000 mm lång. Den gav en mynningshastighet på 825 m/s.
En granat vägde 46 kg och följande modeller fanns;
Spränggranat m/33
Spränggranat m/36
Stålgranat m/39
Stålgranat m/40
Halvpansargranat m/36